# Those Were the Days (dal)

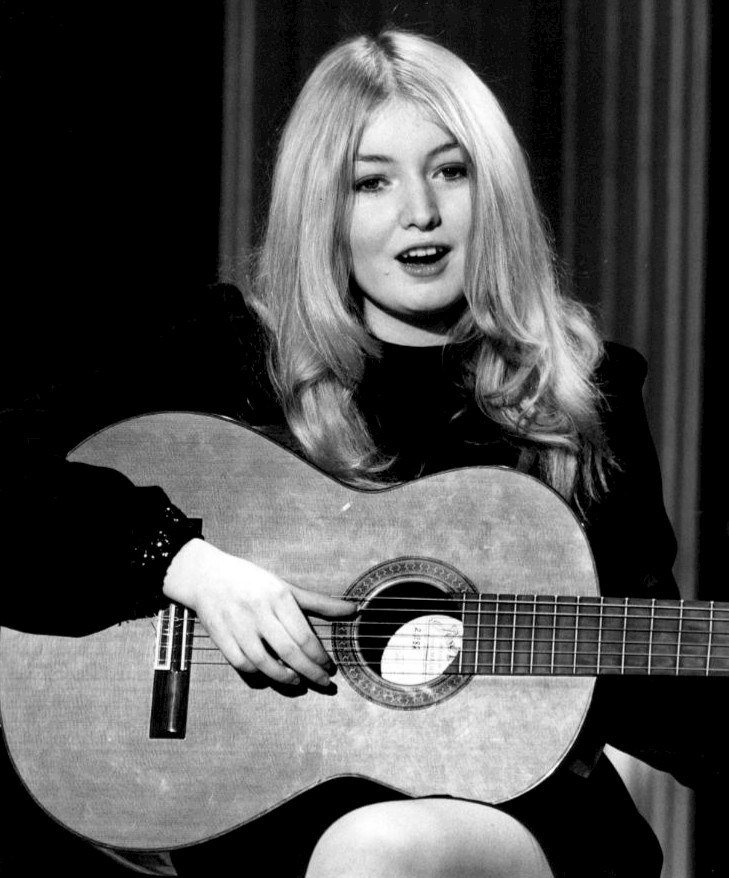
Mary Hopkin

A Those Were the Days a közvélekedés szerint Paul McCartney egyik dala, amelyet Mary Hopkin énekesnő részére írt. Valójában egy évtizedekkel korábban keletkezett szerzeményről van szó, amit így természetesen nem ő írt, hanem csak „kölcsönvette” azt.
Az eredeti dalt először Jelizaveta Boriszovna Belogorszkaja, majd átütő sikerrel Alekszandr Nyikolajevics Vertyinszkij énekelte, az 1920-as években (szöveg: Konsztantyin Nyikolajevics Podrevszkij, zene: Borisz Ivanovics Fomin). A szám eredeti orosz címe: Дорогой длинною (1924.) 
Tamara Ceretelli lemezfelvétele 1924-ben készült.

## Feldolgozások
Az orosz származású amerikai építész, író és zenész Eugene Raskin 1962-ben írt angol szöveget a dalhoz Those Were the Days címmel, ezt először a The Limeliters adta elő. A dalt a szövegíró és felesége együtt adták elő Gene and Francesca néven.  Paul McCartney ennek lemezfelvételét adta oda az akkor 18 éves Mary Hopkinnak.
Tardos Péter magyar szövegét  Harangozó Teri úgy énekelte 1969-ben: Azok a szép napok, majd 1988-ban a Dolly Roll Ábrándos szép napok címmel. 1998-ban Szandi is feldolgozta, és az Azok a szép napok dalszöveggel énekelte el.
Továbbá Péter Szabó Szilvia, Gigliola Cinquetti, a Leningrad Cowboys, Bonnie Tyler, Engelbert Humperdinck, Bing Crosby, és még százan és százan énekelik szerte a világon.
A francia változat Eddy Marnay műve; címe: Le temps des fleurs (Dalida, Paul Mauriat zenekara, Les Enfoisés, Nathalie Cardone).
A dalt feldolgozta egy Amerikában élő magyar muzsikus Litkei Ervin is.